# Volvo Ocean 60

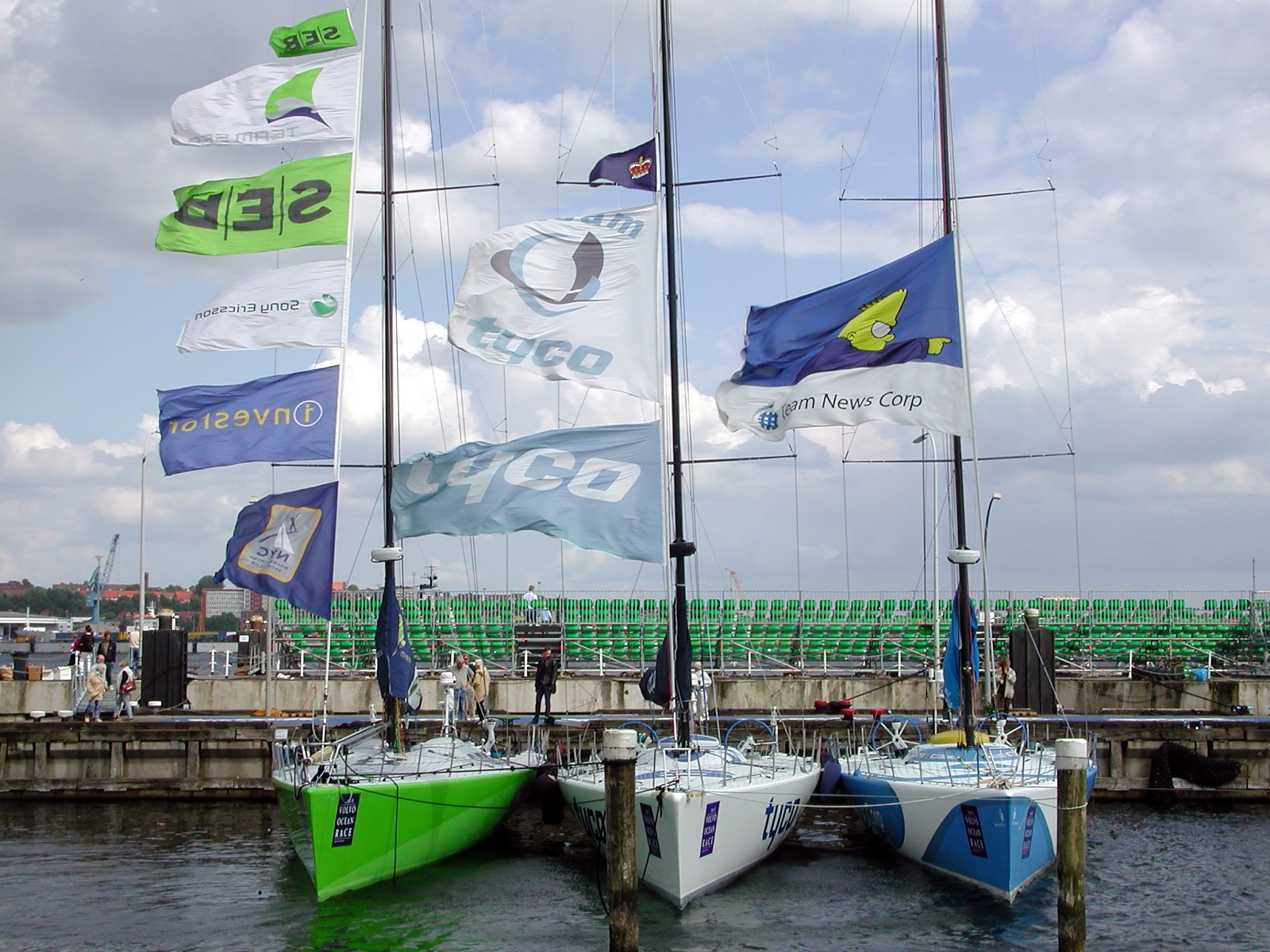
Яхти VO60 в Кілі лід час регати Volvo Ocean Race 2001-2002 років

Volvo Ocean 60 (VO60) або Whitbread 60 (W60) — один з перших класів яхт, призначених для навколосвітніх перегонів Volvo Ocean Race.
Яхти класу Volvo Ocean 60 вперше взяли участь в перегонах Whitbread 1993-1994 років (10 з 15 були VO60). В перегонах 1997-1998 років брали участь лише яхти класу VO60. З 2001 року клас Volvo Ocean 60 в перегонах Volvo Ocean Race був замінений на Volvo Open 70.
Порівняння основних параметрів яхт VO60 та VO70:
| Параметр        | Volvo Open 60 | Volvo Open 70 |
| --------------- | ------------- | ------------- |
| Довжина         | 19,5 (64ft)   | 21.5m (71ft)  |
| Ширина          | 5,25 (17ft)   | 5,7 (19ft)    |
| Осадка          | 3.75м (12ft)  | 4,5 м (15ft)  |
| Щогла           | 26м (85ft)    | 31.5м (103ft) |
| Водотоннажність | 13 500 кг     | 14 000 кг     |